# Ethylbutanoaat
Ethylbutanoaat is een ester van boterzuur en ethanol. De brandbare stof heeft een op ananas gelijkende geur. Het is een kleurloze vloeistof die bij −98 °C smelt. Het kookt bij 121 °C.

## Synthese
Ethylbutanoaat kan in een laboratorium worden gemaakt door ethanol en boterzuur met elkaar
te laten reageren met behulp van een zuur, zoals zwavelzuur, als katalysator:
{\displaystyle {\ce {C3H7COOH + C2H5OH -> C3H7COOC2H5 + H2O}}}
Omdat ethylbutanoaat een hoog kookpunt heeft, kan men het moeilijk zuiveren door middel van destillatie.
Men moet het onder het smeltpunt van het zuur opzuiveren met een vluchtig oplosmiddel, bijvoorbeeld aceton. Het oplosmiddel kan nadien weggedestilleerd worden, opdat er zuiver ethylbutanoaat achterblijft.

## Toepassing
Ethylbutanoaat wordt als geur- en smaakstof gebruikt in bijvoorbeeld snoep, sommige zeepsoorten en parfums gebruikt vanwege de ananasgeur. Het FEMA-nummer is 2427.